# Рубласедо-де-Абахо
Рубласедо-де-Абахо (ісп. Rublacedo de Abajo) — муніципалітет в Іспанії, у складі автономної спільноти Кастилія-і-Леон, у провінції Бургос. Населення — 35 осіб (2010).
Муніципалітет розташований на відстані близько 240 км на північ від Мадрида, 27 км на північний схід від Бургоса.
На території муніципалітету розташовані такі населені пункти: (дані про населення за 2010 рік)
- Рубласедо-де-Абахо: 21 особа
- Рубласедо-де-Арріба: 14 осіб

## Демографія
Динаміка населення (INE ):